# Cardiocladius fulvus
Cardiocladius fulvus är en tvåvingeart som först beskrevs av Oskar Augustus Johannsen 1908.  Cardiocladius fulvus ingår i släktet Cardiocladius och familjen fjädermyggor. Inga underarter finns listade i Catalogue of Life.